# Fluoreszcein-izotiocianát
A fluoreszcein-izotiocianát, rövidítve FITC egy fluoreszcens festék, a fluoreszcein egyik származéka; melyet széles körben alkalmaznak. Jelölőanyagként használják fel az in situ hibridizáció során; valamint az áramlási citometriában.

## Fizikai és kémiai tulajdonságai

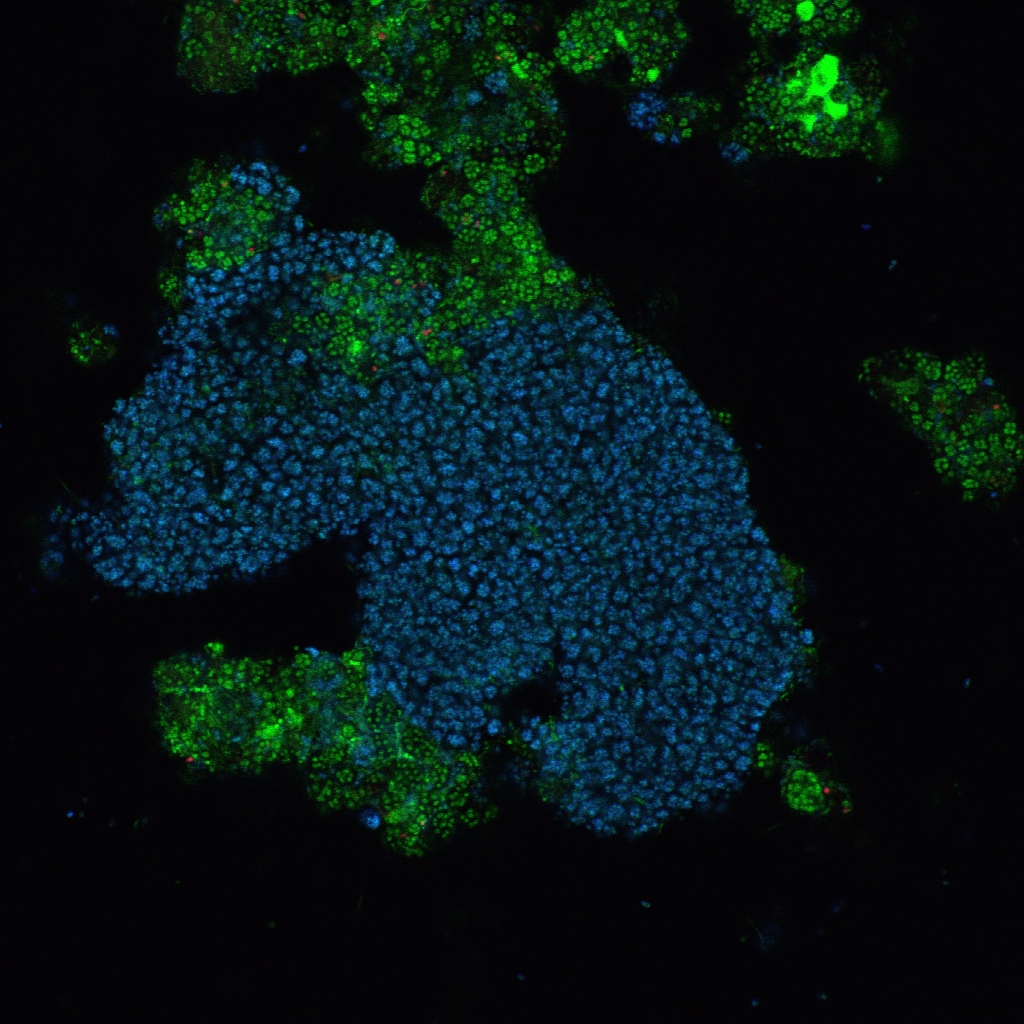
FITC-vel festett baktériumok (zöld színben).

A FITC az eredeti fluoreszcein molekula azon változata, amelyben az alsó gyűrű egyik hidrogénatomját izotiocianát csoport (-N=C=S) váltja fel. A fluoreszcein-izotiocianát reaktív a nukleofilekkel - például a szulfhidril, és amino csoportot tartalmazó fehérjékkel - szemben. A target molekula így láthatóvá tehető.
A FITC gerjesztési és emissziós spektrumának csúcsai hozzávetőleg 492 és 520 nanométer. Mint a legtöbb fluorofór, hajlamos a fotokémiai bomlásra. Emiatt olyan helyeken, ahol követelmény a magasabb fotostabilitás és az eltérő spektrális jellemzők; a fluoreszcein más származékait (pl.: Alexa 488-at és a DyLight 488-at) használják fel; vagy más funkciós csoportot társítanak hozzá.

## Biztonság
A fluoreszcein-izotiocianát szembe jutását, és bőrrel való érintkezését kerülni kell.

## Fordítás
- Ez a szócikk részben vagy egészben  a   Fluorescein isothiocyanate című angol Wikipédia-szócikk fordításán alapul.  Az eredeti cikk szerkesztőit annak laptörténete sorolja fel. Ez a jelzés csupán a megfogalmazás eredetét és a szerzői jogokat jelzi, nem szolgál a cikkben szereplő információk forrásmegjelöléseként.